# Barbarossa (2009)
Barbarossa ist ein italienischer Film des Regisseurs Renzo Martinelli aus dem Jahr 2009 und basiert auf dem biographischen Buch „Federico Barbarossa e Beatrice di Borgogna“ von Federico Rossi di Marignano aus demselben Jahr. Die Uraufführung fand am 2. Oktober 2009 in Mailand, Italien, statt.

## Handlung
Die Handlung des Films umfasst den Zeitraum von ca. 1150 bis zum 29. Mai 1176 und der Schlacht von Legnano und findet vornehmlich in Städte-, Burganlagen- und Naturkulissen Ober- (Mailand, Alessandria, Como) und Mittelitaliens (Rom) sowie, seltener, in Deutschland statt.
Im Vordergrund steht der historische, im 12. Jahrhundert zu situierende Konflikt zwischen dem deutschen Kaiser Friedrich Barbarossa und der Mailänder Stadtkommune. Ausgelöst wird dieser durch den zunehmenden Ungehorsam der lombardischen Stadt gegenüber ihrem deutschen Lehnsherrn, weshalb sich dieser dazu gezwungen sieht, mit einer militärischen Streitmacht die Alpen zu überqueren und die Mailänder in die Knie zu zwingen, indem er sie aushungert und ihre Mauern schleift. Die nunmehr heimatlosen Stadtbewohner verstehen es jedoch in der Folge, sich im Untergrund und im Bunde mit anderen lombardischen Städte (Lombardenbund) zu einer eingeschworenen Rebellenbewegung, der „Compagnia della Morte“ („Die Bruderschaft des Todes“), zu formieren. Und unter dem Kommando ihres Rädelsführer, des einfachen Mailänder Schmiedsohns Alberto da Giussano, gelingt es dieser zuletzt, 1176 in Legnano den Sieg über die Streitkräfte der Deutschen zu erringen und die verloren gegangene Freiheit zurückzuerlangen.
Als wichtigste Nebenhandlungen des Films werden zwei Liebesbeziehungen in den Vordergrund gerückt: Auf der einen Seite das glücklich endende Verhältnis zwischen dem mailändischen Helden Alberto da Giussano und der schönen Bauerntochter Eleonora, welches infolge ihres zwielichtigen Rufes, eine Hexe zu sein, zeitweise insofern belastet wird, als sie von kaiserlichen Schergen beinahe verbrannt wird. Auf der anderen Seite die unerwiderten Liebeswünsche des Siniscalco Barozzi – in seiner Funktion als Überläufer vom mailändischen zum deutschen Lager der klassische Bösewicht der Handlung – zu Eleonoras Schwester Tessa, der Geliebten von Albertos Bruder Reinero da Giussano, die verantwortlich zeichnen für den tragischen Untergang aller drei Beteiligten.
Innerhalb zweier sekundärer Nebenhandlungen werden außerdem der Abfall des Sachsenherzogs Heinrich von seinem Lehnsherrn Friedrich sowie die historisch nicht nachweisbare und über den Zeitraum des Films hinausweisende Prophezeiung des kaiserlichen Ertrinkungstodes durch Hildegard von Bingen thematisiert.

## Historischer Hintergrund
Die Buchvorlage des Films ist ein Werk mit ernstem historiographischem Anspruch und lehnt sich mitunter an mittelalterliche Schriften des mailändischen Chronisten Sire Raul (ca. 1100–1200) an. Federico A. Rossi di Marignano, ein Wirtschaftswissenschaftler, der u. a. schon biographische Werke über Martin Luther, den Apostel Paulus und Papst Pius IV. verfasst hat, agierte darüber hinaus als „historical consultant“ für den Film, wobei er im Nachhinein betonte, dass nicht alle seine Ratschläge – „I try not to write anything untrue or not credible“ – wahrgenommen worden seien.
Nichtsdestotrotz sind die Bemühungen des Films, an die aktuellen Kenntnisse der Geschichtsforschung anzudocken, sehr stark spürbar. Besonders bei der Inszenierung der „großen“ politischen Vorgänge, Akteure und Hierarchieverhältnisse findet sich (im Kern) eine erstaunliche Geschichtstreue. Beispiele: Die (explizite) Darstellung von Friedrichs durch die Nachfolge Karls des Großen legitimierter Anspruch auf den unbedingten lombardischen und römischen Gehorsam (Translatio imperii) ist ebenso historisch akkurat wie die Ausgestaltung gewisser Figurencharakteristika, so etwa des selbstbewussten, politisch aktiven Wesens der Kaiserin Beatrice von Burgund (Cécile Cassel). Die Bemühung um historische Korrektheit reicht sogar bis ins Detail: So soll beispielsweise der Warnbrief Friedrichs an die Mailänder von deren Ratsmitgliedern tatsächlich demonstrativ „mit ihren Füßen“  zertreten worden sein, wie es im Film Gherardo Negro (Christo Jivkov) tut. Auch wurde auf die Darstellung lediglich als „nebulös“ geltender Geschichtsereignisse verzichtet, so auch auf den umstrittenen Kniefall Friedrichs vor Heinrich.
„Historische Leerstellen“ ergeben sich dagegen, verständlicherweise, bei der Darstellung der anonymen lombardischen Protagonisten mitsamt ihrem wichtigsten Exponenten, Alberto da Giussano, dessen Gedächtnis heutzutage vorderhand Gegenstand einer Legendenbildung ist. Der Plot um den furchtlosen Schmiedsohn und Freiheitskämpfer – ob er wirklich existiert hat, muss unklar bleiben – entspringt einer romantischen, italienisch-nationalen Vorstellung. Als Symbol für die Befreiung Italiens von jeglicher Fremdherrschaft wurde da Giussano besonders während der Zeit des Faschismus verklärt. Und auch heute noch fungiert er als „Maskottchen“ der rechtspopulistischen Lega Nord. Vor diesem Hintergrund lässt sich argumentieren, dass man in der Darstellung des lombardischen Kampfes gegen die Deutschen (als eine von einer herausragenden, „quasi-italienischen“ Führerpersönlichkeit geführten Mission) nicht viel mehr als eine retrospektiv ins Hochmittelalter übertragene Phantasie sehen darf und damit einen der größten Anachronismen des Filmes.

## Ausstattung und Inszenierung
Die Bilder, die der Film seinen Zuschauern präsentiert, entsprechen in vielerlei Hinsicht dem Zeichenkasten eines „typischen“ Mittelalters: Inszeniert werden sowohl die beliebten Embleme der Ritterburg und des Klosters als Sphären der Herrschaft wie auch die Gegenwelten der Stadt und des bäuerlichen Wohnraums. Der grundlegende architektonische Anstrich ist dabei der archaisierend wirkende romanische Stil, welcher nur wenig nach der Zeit der Staufer durch die Gotik abgelöst worden ist.
Der Gegensatz „herrschaftlich“ (Friedrich und Gefolgschaft, mailändische Ratsherren usw.) – „bäuerlich“ (Eleonora, Rebellen usw.) findet sich signifikant in den Kleidungsstilen der Figuren ausgedrückt: Ein zumeist gepflegtes, schönes Äußeres der Edlen steht dem naturfarbenen, stark zweckmäßigen und ungepflegten Habitus der untertänigen Menschen entgegen. Jedoch wird diese Dichotomie, anders als v. a. in älteren Mittelalterfilmen, nicht übertrieben stark romantisiert: Denn weder wälzen sich die Bauern unnötig im Dreck noch ist das Bild der großen Herrschaften besonders glatt und bunt gehalten. Der Film bemüht sich merklich darum, die optisch-ästhetischen Differenzen der einzelnen Gruppen zu nivellieren, um so einem allzu klischeehaften Mittelalterbild abzuschwören und sich eines historisch akkurateren zu versichern.
Zusätzlich betont wird dieser Gegensatz durch die verbalen Umgangsformen der dargestellten Figuren: Die Herrschaften auf der einen Seite bestechen im Umgang miteinander durch gepflegte und geordnete Sprachnormen. In diesem Sinne zeugt hier weder das Unterbrechen eines Sprechenden noch das heimliche Beiseitereden über unmittelbar Anwesende von Stil. Überschäumende Emotionen sind zwar nicht völlig inexistent, man scheint sie in den edlen Kreisen jedoch auf ein Minimum reduzieren zu wollen. Weiterhin fällt auf, wie Gesagtes hier gerne mit einer ostentativen, rituell anmutenden Geste unterstrichen wird: So betont Friedrich beispielsweise seinen Zorn über die Hilfsverweigerung Heinrichs, indem er kurzerhand die von diesem als finanzielle Entschädigung dargebotene Goldkiste mit dem Schwert zertrümmert.
Das einfache Volk auf der anderen Seite wirkt im Großen und Ganzen kindlicher: Der Umgang ist viel informeller, Emotionen werden praktisch ohne Zurückhaltung zum Ausdruck gebracht und dabei mit äußerst emphatisch vorgetragenen Gesten unterstrichen.
Das für die Thematik des Films omnipräsente Ideogramm eines kriegerischen Mittelalters beinhaltet eine breite Palette an typischen Zeichenelementen wie etwa Ringpanzerhemde und Nasalhelme, jedoch natürlich auch Schwert und Pferd (vornehmlich für die „Prominenteren“ unter den Kriegern). Ähnlich stark präsent ist das Ideogramm der feudalen Abhängigkeit der lombardischen Landsleute von der Partei Friedrichs bzw. von dessen verräterischen Vasallen Siniscalco Barozzi, ausgedrückt durch den zeichenhaften Gegensatz von „zu Pferde sitzend“ (des die Abgaben Einfordernden) und „zu Fuß umhergehend“ (der Unterdrückten) im Rahmen der verschiedenen konfliktträchtigen Treffen zwischen den Parteien.
Die zum Zuge kommenden Licht- und Wetterverhältnisse unterstreichen häufig konnotativ den Gegensatz von Protagonisten und Antagonisten: Helle und warme Lichttöne kommen eher bei der Darstellung der „guten“ Seite zum Einsatz, dunkle und kühle finden eher anlässlich der Inszenierung der „Bösen“ Verwendung, jedoch gerne auch dann, wenn es düstere und traurige Episoden darzustellen gilt.
Die musikalische Untermalung der Handlung entspricht den gängigsten Stereotypen des modernen Mittelalterfilms. Beispiele: Im Rahmen von Schlacht- und Siegeshandlungen liegt der Fokus auf heroischen Klängen, sakrale Settings evozieren die üblichen Chorgesänge und der Einsatz von Dudelsäcken betont das Völkisch-Naturverbundene vieler Figuren und Figurenverbände.

## Rezeption
Der Film wurde von der breiten Öffentlichkeit und ihren Kritikern größtenteils ignoriert. Wo er hingegen besprochen wurde, wurden ihm mäßige bis schlechte Zeugnisse ausgestellt. Gerne wirft man ihm vor, ein misslungener Abklatsch Mel Gibsons Braveheart oder von übertriebenem Pathos geprägt zu sein. In der italienischen Öffentlichkeit entstand für kurze Zeit eine Kontroverse um die nationalpolitischen Tendenzen hinter der Darstellung des Befreiungskampfes gegen Friedrich. Darüber hinaus verschaffte dem Film ein aufgezeichnetes Telefongespräch von 2007 zwischen Ministerpräsident Silvio Berlusconi und dem RAI-Journalisten Agostino Saccà, worin er beiläufig erwähnt wurde, einen größeren Bekanntheitsgrad.